# 馬提爾達角蝰
馬氏樹蝰，在東非坦尚尼亞的偏遠地區所發現的新品種毒蛇。是森林樹棲物種，在2010-2011年坦桑尼亞南部高地生物調查發現。為了保護不被一些非法寵物收藏人士捕捉毒蛇，對這隻毒蛇棲息地保密。但他們已經嚴重遭到伐木與木炭製造的人為破壞影響。.

## 名稱的起源
是以坦尚尼亞野生動物保護協會主任，同時也是研究的共同作者 Tim Davenport 的女兒所命名。